# Maran van Erp
Maran van Erp (* 3. Dezember 1990 in Veldhoven) ist eine niederländische ehemalige Fußballspielerin, die von 2012 bis 2016 beim PSV Eindhoven spielte und 2015 ein Spiel für die niederländische Fußballnationalmannschaft der Frauen bestritt.

## Karriere

### Vereine
Nach ihrer Jugend bei Rooms Katholieke Voetbalvereniging Oerle (RKVVO) spielte van Erp als 18-Jährige seit 2009 bei Willem II in der Eredivisie. Als der Verein 2011 aus finanziellen Gründen die Frauenabteilung schloss, wechselte sie zu VVV-Venlo. Als 2012 die neue Frauenmannschaft des PSV/FC Eindhoven aufgebaut wurde, kehrte sie nach Brabant zurück. Mit PSV spielte sie zunächst in der gemeinsamen belgisch-niederländischen BeNe League, wo in der ersten Saison dem dritten Platz die beste Platzierung erreicht wurde. Ab der Saison 2015/16 gingen die Belgierinnen und Niederländerinnen wieder getrennte Wege. Für van Erp war diese in der Eredivisie die letzte Saison, denn im Mai 2016 erklärte sie ihren Rücktritt vom Fußball um sich auf ihre Karriere als Physiotherapeutin zu konzentrieren.

### Nationalmannschaften
Im November 2014 wurde sie erstmals in den vorläufigen Kader der niederländischen Fußballnationalmannschaft der Frauen für die Playoffspiele in der WM-Qualifikation gegen Italien berufen und dann auch in den endgültigen Kader. In den beiden Spielen, mit denen sich die Niederländerinnen erstmals für die WM qualifizierten, kam sie aber nicht zum Einsatz. Für den Zypern-Cup 2015 wurde sie dann nicht nominiert.
Am 15. April 2015 wurde sie aber zunächst in den vorläufigen Kader für die WM 2015 berufen und dann auch am 10. Mai  als einzige Spielerin ohne Länderspiel in den endgültigen WM-Kader.  Ihr einziges Länderspiel für die A-Nationalmannschaft machte sie dann nach der Kadernominierung am 20. Mai 2015 beim 7:0 gegen Estland. Denn weder bei der WM noch danach wurde sie wieder eingesetzt.